# Фердинанд Коли
Фердинанд Александър Коли (на френски: Ferdinand Alexandre Coly) е сенегалски бивш професионален футболист, който е играл като краен защитник.

## Кариера
Роден е в Дакар. Има 5 мача на световното първенство през 2002 г. с екипа на Сенегал. Играл е за Ланс и Бирмингам Сити. Коли напусна Бирмингам през лятото на 2003 г. и се мести в Перуджа. През първия си сезон с италианския клуб (2003–04) той записва 11 изяви, но никога не впечатлява истински. Той прекарва сезон 2004-05 в Серия C (отборът се спуска чрез плейофи до Серия B, след което претърпява „поредно изпадане“, този път в корта), записвайки 29 мача и отбелязвайки два гола. През лятото на 2005 г. Коли се мести в Парма от Серия А, където е редовен играч. 
Спира да се занимава с футбол през 2008 г., когато е на 35 години.